# Isostenuria
Si definisce isostenuria il reperto di laboratorio caratterizzato da basso peso specifico delle urine, simile a quello del plasma sanguigno deproteinizzato.

## Fisiopatologia
Il peso specifico delle urine isostenuriche è compreso fra 1010 e 1015. Tale è anche il peso specifico del filtrato glomerulare, cioè del liquido che si raccoglie nella capsula di Bowman dei glomeruli renali prima di defluire lungo i tubuli, ove la sua composizione e la concentrazione delle sostanze che vi sono disciolte vengono profondamente modificate.
L'isostenuria esprime quindi un danno nella funzione tubulare, e si incontra in tutti i casi di insufficienza renale cronica avanzata.
Si riscontra anche nel corso della risoluzione di un'insufficienza renale acuta da cause intrarenali: le cellule epiteliali tubulari sono in grado di dedifferenziare e proliferare per sostituire le cellule perdute con la necrosi e ristabilire l'integrità epiteliale dal punto di vista strutturale, ma non funzionale (nelle prime fasi non presentano specializzazioni).
Con produzione di urina isostenurica la diuresi aumenta fino a 5-8 litri al giorno.
Quando invece la capacità del rene a concentrare le urine è compromessa solamente in parte si parla di ipostenuria.